# Александер Грімм
Александер Грімм  (нім. Alexander Grimm, 6 вересня 1986) — німецький веслувальник, олімпійський чемпіон.

## Виступи на Олімпіадах
| Олімпіада  | Дисципліна                  | Місце |
| ---------- | --------------------------- | ----- |
| Пекін 2008 | слалом на байдарці-одиночці | 1     |